# Szent Ágota
Szicíliai Ágota, egyházi nevén Szent Ágota (231 körül – 251. február 5.) szűz és vértanú, keresztény szent. Ünnepét február 5-én tartja az egyház. Ágota a szicíliai Cataniában született és 251 körül szenvedett vértanúságot. Egyike annak a hét női szentnek, akik Szűz Mária mellett név szerint szerepelnek a szentmise első kánonjában.

## Élete és vértanúsága
Ágota Cataniában, a mai Badia di Sant'Agata-templom helyén született előkelő családban. Már folyt Decius római császár keresztényüldözése, amikor a szépséges lányt Quinlianus helytartó kiszemelte magának. A lány azonban akkor már elhatározta, hogy életét Krisztusnak szenteli és a helytartó közeledését visszautasította. A helytartó megtudva, hogy Ágota keresztény, bosszúból egy hírhedt örömtanyára vitette, hogy ott átneveljék. Ágota azonban minden kísérletnek ellenállt. Ekkor a helytartó nagy haragra gerjedt és Ágotát bíróság elé állíttatta. A börtönben néhány nap leforgása alatt kínzások egész sorát kellett kiállnia, de nem tudták megtörni. Amikor a feldühödött bíró látta, hogy a lánnyal nem boldogul, iszonyúan megverette és melleit levágatta. Legendája megőrizte ekkor elmondott szavait: „Embertelen zsarnok! Nem szégyelled, hogy egy nő testéről azt vágatod le, amiből mint gyermeket anyád téged is táplált? Tudd meg, hogy lelkemben továbbra is épek melleim, melyeket Istennek szenteltem. Belőlük merítek erőt magamnak.” Legendája szerint az ezt követő éjszakán megjelent előtte Szent Péter és teljesen meggyógyította. A zsarnok ezután éktelen haragra gerjedt és addig kínoztatta, míg a kínzásokba bele nem halt. A 6. századi Jeromos-féle Martyrologium február 5-re teszi Szent Ágota temetésének napját.

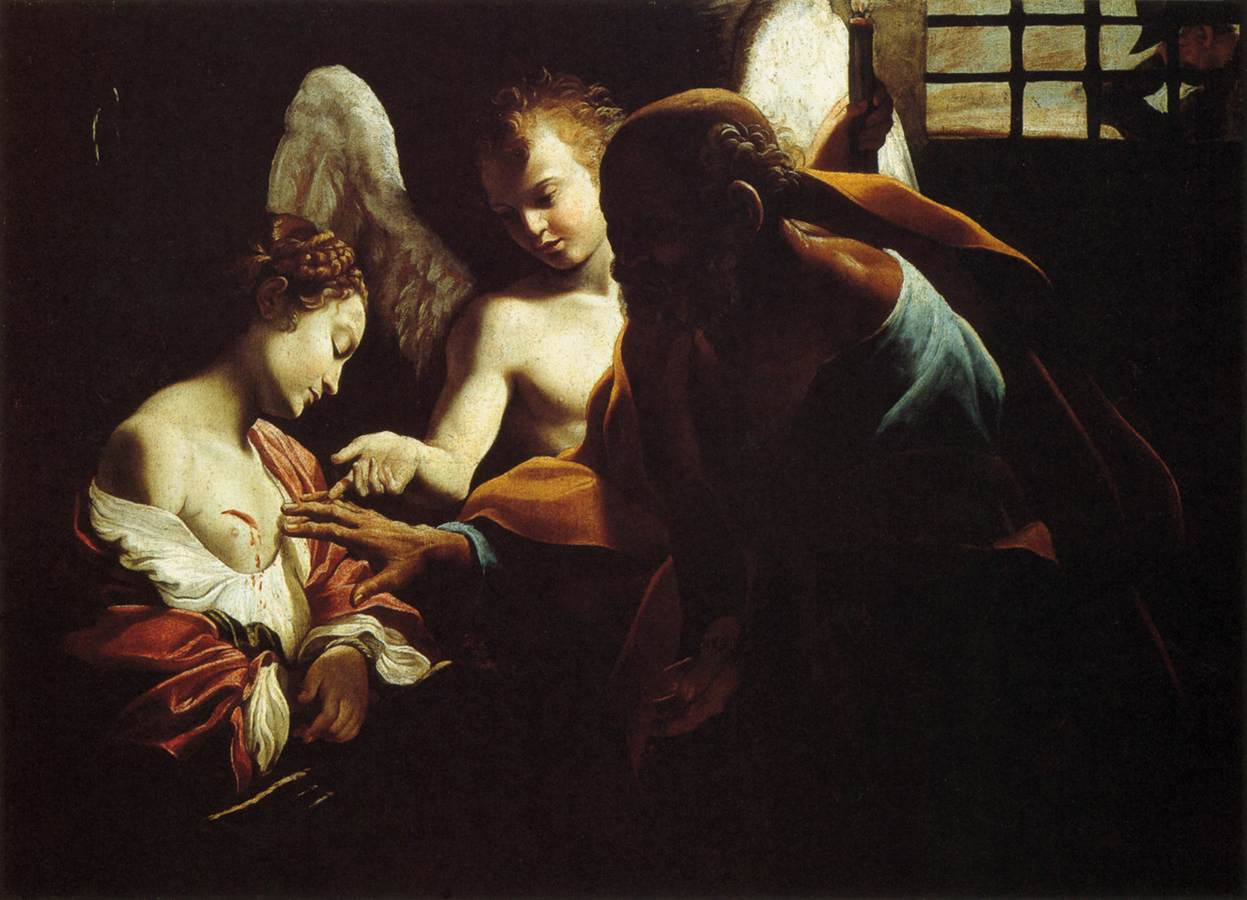
Giovanni Lanfranco: Szent Péter meggyógyítja Szent Ágotát

## Tisztelete
Halála után egy évvel kitört az Etna és Catania népe az Ágota sírjából felhozott fátyollal vonult a fenyegető lávafolyam elé. Február 5-én a lávafolyam váratlanul megállt. A csodás esemény után tisztelete gyorsan elterjedt előbb Szicíliában, majd az egész egyházban. Nevét felvették az első római misekánonba és minden vértanújegyzékbe. A középkorban egyike lett a tizennégy segítő szentnek. Ágota a védőszentje az olaszországi Cataniának és Molisének, Máltának, San Marinónak és a spanyolországi segoviai Zamarramalának. Patrónája a mellrákban szenvedőknek, az ércöntőknek, a kohászoknak, a bányászoknak, pékeknek, a tűzvészek, földrengések, valamint az Etna kitörései ellen imádkozóknak. Ünnepét Rómában a 6. század óta ülik meg. Rómában két kora keresztény templomot szenteltek tiszteletére. Szülővárosában, Cataniában mai napig körmenettel, fesztivállal emlékeznek meg minden február 5-én, ami a legenda szerint vértanúhalála és temetésének napja volt. Magyarországon tisztelete a 12. századtól terjedt el. Az esztergomi Szent Adalbert székesegyház 1188 és 1198 között készített gyönyörű kapuján, a „Porta speciosa” timpanonján már megtalálható az ábrázolása. A 13. század végén a Nápolyban tanuló Apáthy Miklós, későbbi aradi prépost 1294-ben magával hozta Szent Ágota karereklyéjét és Aradon a Szent Mártonról elnevezett prépostságban helyezte el. Tisztelete azután terjedt el szélesebb körben, miután Anjou Károly Róbert Szicíliából a család hagyományai között magával hozta kultuszát. Így a 14. századtól egyre másra szaporodtak a róla elnevezett templomok. Miséjét a Pozsonyban őrzött, 1341 előttről származó misekönyv, zsolozsmáját az Anjou-kori könyvkultúra különleges ritkasága az 1360 körül íródott a szultáni kincstárban Topkapi szerájban őrzött „Isztambuli Antifonále” kódex tartalmazza. Magyarországon nevét viselte a királyföldi (Nagy-Küküllő vármegyei) Szentágota és a Fejér vármegyei Sárszentágota. Tisztelete nagyon erős volt a Vas vármegyei Perenyén, ahol egykor ereklyéjét is őrizték, és ahonnan több Ágotáról szóló egyházi ének is származik.

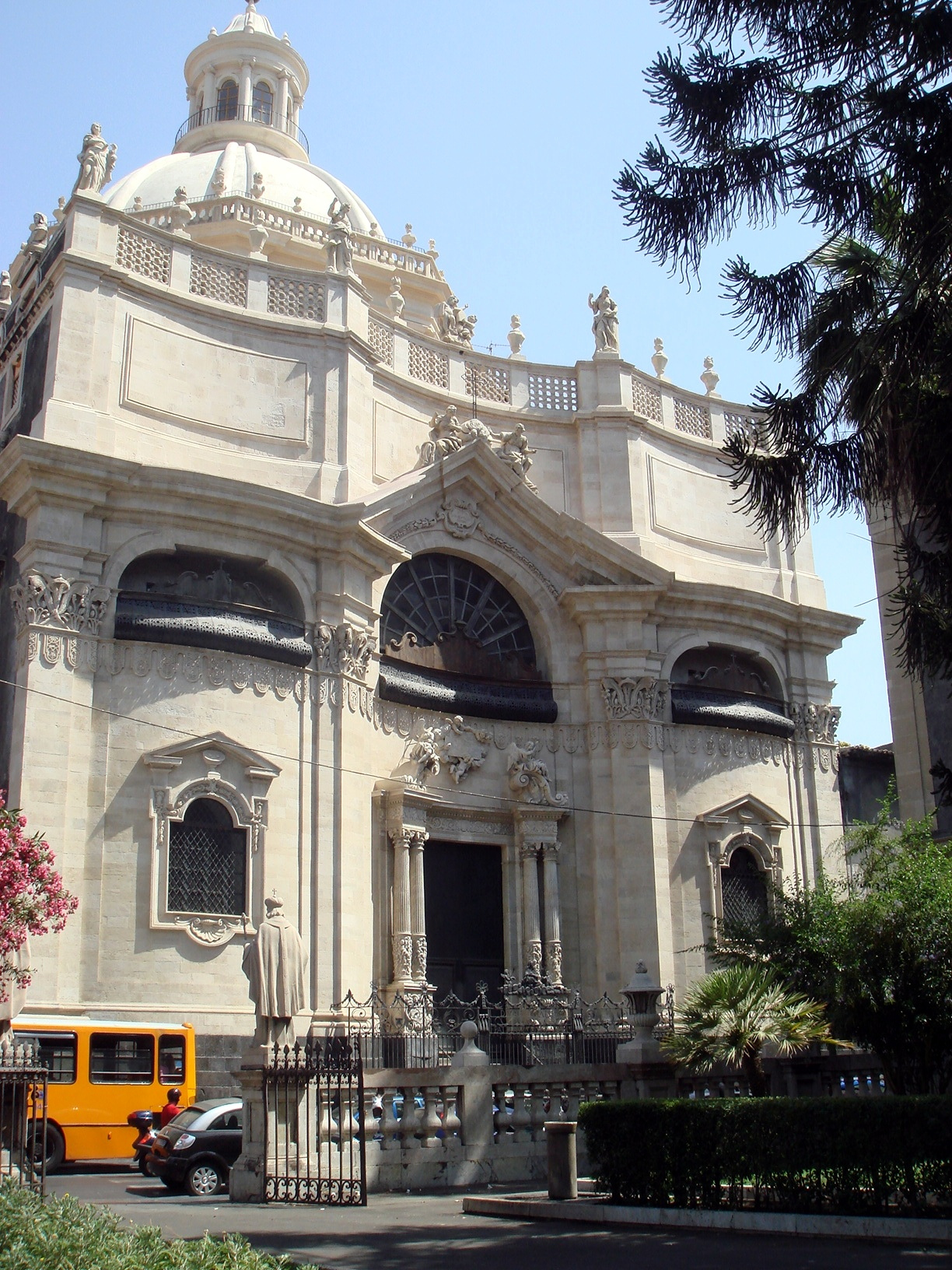
A cataniai Badia di Sant’Agata-templom homlokzata